# Grégory Lacombe
Grégory Lacombe (Albi, Francia, 11 de enero de 1982), futbolista francés. Juega de volante y su actual equipo es el Montpellier HSC de la Ligue 1 de Francia. 

## Selección nacional
Ha sido internacional con la Selección de fútbol de Francia Sub-20.

## Clubes
| Club            | País     | Año       |
| --------------- | -------- | --------- |
| AS Monaco       | Francia  | 1999-2002 |
| AC Ajaccio      | Francia  | 2002-2004 |
| Vitória Setúbal | Portugal | 2005-2006 |
| AC Ajaccio      | Francia  | 2006-2007 |
| Montpellier HSC | Francia  | 2007-2011 |
| AS Monaco       | Francia  | 2011      |
| Montpellier HSC | Francia  | 2011-     |

## Palmarés

### Campeonatos nacionales
| Título  | Club      | País    | Año  |
| ------- | --------- | ------- | ---- |
| Ligue 1 | AS Monaco | Francia | 2000 |